# خاربه‌لب‌ها
خاربه‌لب‌ها (نام علمی: Cheilopogon) نام یک سرده از تیره پرنده‌ماهیان است.